# Pelargonium moniliforme
Pelargonium moniliforme är en näveväxtart som beskrevs av Ernst Meyer. Pelargonium moniliforme ingår i släktet pelargoner, och familjen näveväxter. Inga underarter finns listade i Catalogue of Life.